# Karlo III., kralj Ujedinjenog Kraljevstva
Karlo III. ili Charles III. (engleski: Charles III),  rodnog imena Charles Philip Arthur George (London, 14. studenoga 1948.), kralj je Ujedinjenog Kraljevstva i 14 drugih zemalja Commonwealtha. Postao je kralj 8. rujna 2022., smrću kraljice (svoje majke) Elizabete II. Bio je Vojvoda od Cornwalla i Vojvoda od Rothesaya od 1952. do 2022., te je od 2011. nosio titulu najstarijeg prijestolonasljednika u britanskoj povijesti. On je Princ od Walesa s najdužim stažem, a tu je titulu držao od srpnja 1958. do rujna 2022. Nakon očeve smrti 9. travnja 2021., Charles je naslijedio i titulu Vojvode od Edinburgha.
Službeno je okrunjen 6. svibnja 2023.
Charles je rođen u Buckinghamskoj palači, kao prvo dijete svoje majke i Filipa, vojvode od Edinburgha; bio je prvi unuk kralja Đure VI. Školovao se u školama Cheam i Gordonstoun, koje je njegov otac pohađao kao dijete. Kasnije je proveo godinu dana u kampusu Gimnazije Geelong u Victoriji, Australija. Nakon što je stekao diplomu na Sveučilištu u Cambridgeu, Charles je služio u Kraljevskom zrakoplovstvu i Kraljevskoj mornarici od 1971. do 1976. Godine 1981. oženio se s Dianom Spencer, s kojom je dobio dva sina, princa Williama i princa Harryja. Godine 1996. par se razveo nakon što su se oboje upustili u izvanbračne afere. Diana je sljedeće godine umrla u prometnoj nesreći u Parizu. Godine 2005. Charles se oženio svojom dugogodišnjom partnericom Camillom Parker Bowles.
Kao Princ od Walesa Charles je preuzeo službene dužnosti u ime Elizabete II. Osnovao je dobrotvornu udrugu za mlade Prince's Trust 1976. godine i pokrovitelj je, predsjednik ili član više od 400 drugih dobrotvornih udruga i organizacija. Zalagao se za očuvanje povijesnih građevina i važnosti arhitekture u društvu. Kritičar modernističke arhitekture, Charles je radio na stvaranju Poundburyja, eksperimentalnog novog grada temeljenog na njegovom arhitektonskom ukusu. Također je autor ili koautor niza knjiga.
Kao upravitelj imanja Vojvodstva Cornwall podržavao je ekološku poljoprivredu i sprječavanje klimatskih promjena, što mu je donijelo nagrade i priznanja brojnih ekoloških skupina. Također je istaknuti kritičar usvajanja genetski modificirane hrane. Charlesova podrška alternativnoj medicini, uključujući homeopatiju, bila je predmet kritika.

## Djetinjstvo
Rođen je u Buckinghamskoj palači u Londonu, za vrijeme vladavine njegova djeda po majci Đure VI. Dana 15. prosinca 1948. u Buckinghamskoj palači krstio ga je Geoffrey Fisher, tada kanterberijski nadbiskup. Među njegovim kumovima su bili njegovi djed i pradjed, Đuro VI. i kraljica Mary, te tetka Margareta i Haakon VII. Norveški. 
Kako je Charles bio sin kćeri kralja Đura VI., u trenutku rođenja nije bio kraljević. Kralj Đuro VI. nije imao sinova, te je, kako bi djeci svoje najstarije kćeri i presumirane nasljednice omogućio pravo na titule kraljevića i oslovljavanje s Vaša kraljevska visosti, izdao kraljevski patent 22. listopada 1948. godine. Isti patent nije omogućio prinčevsku titulu i oslovljavanje djeci kraljeve mlađe kćeri, kraljevne Margarete.

## Mladost
Godine 1952. umro je kralj Đuro VI. i krunu je naslijedila Charlesova majka, što ga je odmah učinilo vojvodom Cornwalla i vojvodom Rothesaya. Prisustvovao je majčinoj krunidbi 1953. godine u Westminsterskoj opatiji, sjedeći pored svoje bake, Elizabeth Bowes-Lyon.
Kao i ostala kraljevska djeca, za odgoj i obrazovanje princa Charlesa bila je zadužena guvernata. Godine 1955. kraljica Elizabeta II. je prekinula tradiciju objavivši da će njen sin pohađati javnu školu, a ne imati privatne tutore. Svoje obrazovanje završio je u privatnom internatu na sjeveru Škotske. Za razliku od prethodnih britanskih prijestolonasljednika, princ Charles nije pohađao vojnu školu.
Titulu princa Walesa dobio je 26. srpnja 1958. godine, a formalna investitura održana je tek 1. srpnja 1969. godine u Walesu. 
Ranih 1980-ih princ Charles je izrazio želju da postane generalni guverner Australije, ali australski ministri se nisu složili i ideja je odbačena.

## Vladavina
Charles je postao kraljem 8. rujna 2022. kada je umrla njegova majka Elizabeta II.

## Brakovi
Princ Charles se ženio dva puta; prvi put 1981. godine, i drugi put 2005. godine.

### Brak s Dianom Spencer
Princ Charles upoznao je Dianu Spencer 1977. godine, a njihova romansa započela je u ljeto 1980. godine. Diana je odmah postala meta paparazza. Princ ju je zaprosio u veljači 1981. godine, nakon što je dobio neophodno majčino odobrenje, i ona je pristala.
Vjenčanje je održano 29. srpnja 1981. godine, pred 3500 gostiju i 750 000 000 gledatelja širom svijeta. Prisutni su bili svi europski monarshi, osim kralja Juana Carlosa, koji je odlučio neprisustvovati vjenčanju zbog razmirica s Ujedinjenim Kraljevstvom oko teritorija na Gibraltaru. Prisustvovali su i europski predsjednici, s izuzetkom grčkog predsjednika (koji je odbio doći jer je zbačeni grčki kralj, Konstantin II., prinčev osobni prijatelj i rođak s očeve strane, u pozivnici nazvan kraljem Grka) i irskoga predsjednika (koji je odbio doći zbog razmirica s Ujedinjenim Kraljevstvom po pitanju Sjeverne Irske).
Iz braka su rođena dva sina, princ William i princ Henry.
Brak je ubrzo postao problematičan. Za njegov raspad Charlesovi prijatelji okrivljavali su Dianu i nazivali je mentalno nestabilnom, dok su mediji uglavnom kao krivca predstavljali Charlesa. Charles je ponovo ušao u vezu sa svojom bivšom djevojkom, Camillom Parker-Bowles. Brak Charlesa i Diane se počeo raspadati pet godina nakon vjenčanja.
U prosincu 1992. godine u parlementu je objavljen formalan rastanak para. Njihov brak je formalno završio razvodom 28. kolovoza 1996. godine. Godinu dana kasnije, dana 31. kolovoza 1997. godine, bivša princeza Walesa je poginula u prometnoj nesreći.

### Brak s Camillom Parker-Bowles
Brak s Charlesovom bivšom djevojkom i ljubavnicom za vrijeme braka s Dianom je bio kontroverzno pitanje; oboje su bili razvedeni, ali problem je predstavljao Camillin razvod zato što je njen bivši suprug bio živ. Naime, Engleska Crkva, čiji poglavar Charles treba postati u budućnosti, nije priznavala razvod, te je u njenim očima Camilla bila još uvijek u braku sa svojim prvim mužem. S druge strane, onaj tko nije priznavao Charlesov razvod nakon Dianine smrti vidio ga je kao udovca.
Dana 10. veljače 2005. godine objavljeno je da će kraljević Walesa oženiti Camillu Parker-Bowles 8. travnja iste godine u dvorcu Windsor, te da će ceremonija biti građanskog tipa. Lokacija je kasnije promijenjena, iz bojazni da bi dvorac Windsor zbog civilnog vjenčanja princa Walesa mogao biti otvoren ostalim građanima za vjenčanja, te je izabran Guidhall. Dana 4. travnja vjenčanje je odgođeno za 9. travnja kako bi princ Walesa imao vremena prisustvovati sahrani pape Ivana Pavla II.
Po njihovom vjenčanju objavljeno je da Camilla, iako joj je to zakonski omogućeno, ne će koristiti titulu princeze od Walesa, pošto se ta titula još uvijek vezala uz ime Charlesove prve supruge. Isto tako je objavljeno da Camilla neće koristiti titulu kraljice kada Charles postane kralj, već da će biti oslovljavana kao princeza-pratilja. Međutim, ako parlament ne izda poseban zakon koji određuje njen status, ona će zakonski biti kraljica.